# Curalium cronini
Famille
Genre
Espèce
Curalium cronini est une espèce nord-américaine d'insectes hémiptères, du sous-ordre des hétéroptères (punaises) et de l'infra-ordre des Cimicomorpha. C'est la seule espèce connue du genre Curalium, lui-même seul genre connu de la famille des Curaliidae. 

## Description
Très petite espèce (1.5 mm de long) avec la tête, le thorax, le cunéus et les coxae (hanches) rouge rubis, les appendices étant pâles, la corie et le clavus transparents. Elle présente des antennes visibles de 4 articles, avec les articles 3 et 4 faiblement fusiformes. Les yeux sont quasi-hémisphériques, placés en avant de la tête et légèrement en dessous. La tête, plus ou moins pentagonale vue d'en dessus, présente également des ocelles grands et bien séparés. Le pronotum est court, en forme de collier, et laisse visibles le mésonotum, enflé et bombé, et le scutellum (en forme de langue). Elle est macroptère, et les hémélytres présentent un cunéus et une membrane non veinée, et sont coriacées uniquement sur le bord costal et le cunéus. Tous les tarses présentent 2 segments,.

## Répartition
Cette espèce est connue uniquement du Sud-Est des États-Unis, au Nord de la Floride et en Louisiane. L'habitat n'est pas décrit.  

## Biologie
Leur biologie est encore peu connue. Seuls des mâles ont été trouvés jusqu'à présents, venus sur des pièges lumineux UV, vers fin juin début juillet et fin juillet-début août. L'apparence du rostre en fait vraisemblablement une espèce prédatrice. 

## Systématique
Cette espèce, décrite par Schuh, Weirauch et Henry en 2008 à la suite de sa découverte et de la collecte de spécimens entre 1995 et 2007, prend place, au vu de ses caractéristiques, au sein des Cimicomorpha, super-famille des Cimicoidea, dans un genre et une nouvelle famille créées pour elle, car notamment son pronotum et son mesonotum, de même que ses genitalia, la distinguent des Anthocoridae, Lasiochilinae, et Lyctocoridae, ainsi que des Joppeicidae, Microphysidae et Plokiophilidae, familles auxquelles elle ressemble par la taille, la forme et la structure des tarses.
Le nom de genre « Curalium » fait référence à la couleur rouge corail de l'animal. Le nom d'espèce « cronini » est un hommage au principal découvreur, J. Eric Cronin, à l'occasion du tri de prises au piège lumineux. 

### Genre et espèce
Selon BioLib (22 avril 2022) :
- genre Curalium Schuh, Weirauch & Henry, 2008
  - Curalium cronini Schuh, Weirauch & Henry, 2008